# Tepti-Humban-Inszuszinak
Tepti-Humban-Inszuszinak (w źródłach asyryjskich: Teumman) – król Elamu w latach 664–653 p.n.e. 
Po śmierci Urtaka zajął Suzę i objął rządy w państwie, co nie spodobało się części arystokracji elamickiej, która wysłała ambasadorów do Aszurbanipala z prośbą o rozstrzygnięcie sporu, ponieważ nie był on legalnym spadkobiercą tronu. Król asyryjski wskazał na Humban-nikasza II, starszego syna Urtaki. Decyzji nie uznał Tepti-Humban-Inszuszinak, co doprowadziło do wojny z Asyrią i bitwy nad rzeką Ulai. Wojska dowodzone przez Tepti-Humban-Inszuszinaka zostały rozgromione, a sam król został zabity. Jego odciętą głowę armia asyryjska niosła w triumfalnym pochodzie przez Elam. Dla większego pohańbienia pokonanego wroga została wystawiona przez Asyryjczyków na widok publiczny w jednej z bram Niniwy. Aszurbanipal w królewskiej inskrypcji szczegółowo przedstawia moment pokonania i tragiczny finał wojny z Teummanem:
Z pomocą wielkich bogów Aszura, Bela i Nabu powróciłem pomyślnie do Niniwy. Głowę Teummana, króla Elamu powiesiłem na szyi (wielkorządcy Gambulu) Dunanowi. Z wziętymi do niewoli Elamitami oraz łupem z Gambulu, który z woli Aszura wpadł w moje ręce (wraz z towarzyszącymi) śpiewakami i grajkami wkroczyłem do Niniwy wśród powszechnego triumfu.
Umbadara i Nabudamik – dostojnicy Teummana, króla Elamu, przez których Teumman przesłał mi swoje zuchwałe pismo i którzy uwięzieni zostali przy mnie w oczekiwaniu mego rozstrzygnięcia – ujrzeli w Niniwie odrąbaną głowę Teummana, pana ich, i postradali rozum. Umbadara wydzierał sobie brodę, a Nabudamik przebił się swym żelaznym puginałem, który miał przypasany. Odrąbaną głowę Teummana wystawiłem na czołowej stronie wrót Niniwy, by odrąbana głowa Teummana, króla Elamu, świadczyła ludowi o potędze bogów Aszura i Isztar, panów moich.
Do dziś zachowała się taż płaskorzeźba przedstawiająca odpoczywającego w ogrodzie Aszurbanipala, przyglądającego się wiszącej na drzewie głowie króla elamickiego.